# Elatostema stellatum
Elatostema stellatum är en nässelväxtart som beskrevs av Joseph Dalton Hooker. Elatostema stellatum ingår i släktet Elatostema och familjen nässelväxter. Inga underarter finns listade i Catalogue of Life.